# Shōji Hamada
Pour les articles homonymes, voir Hamada.
Shōji Hamada (濱田庄司, Hamada Shōji), né le 9 décembre 1894 à Tokyo - mort le 5 janvier 1978 à Mashiko, est un artiste céramiste japonais appartenant au mouvement mingei.

## Biographie
Shōji Hamada étudie la céramique à l'université de technologie de Tokyo dans l'atelier de Kanjirō Kawai.
Après sa rencontre avec Bernard Leach, il se rend en Angleterre en 1920. Il passe trois ans à St Ives en Cornouailles, puis rentre au Japon en 1923 et fonde son propre atelier à Mashiko, à 100 km au nord-est de Tokyo.
Le gouvernement japonais lui a décerné le titre de Trésor national vivant du Japon en 1955.